# Don Q
Don Q (originaltitel Don Q, Son of Zorro) er en amerikansk stumfilm fra 1925 instrueret af Donald Crisp.

## Medvirkende
- Douglas Fairbanks som Don Cesar de Vega / Zorro
- Mary Astor som Dolores de Muro
- Jack McDonald
- Donald Crisp som Don Sebastian
- Stella De Lanti
- Warner Oland
- Jean Hersholt som Don Fabrique Borusta
- Albert MacQuarrie som Maatsado